# Rukmini Devi Arundale

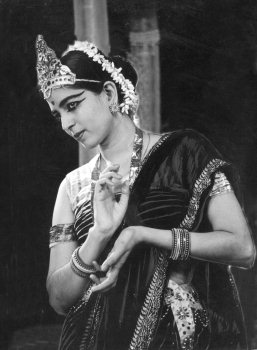
Rukmini Devi Arundale

Rukmini Devi Arundale (Madurai (stad), 29 februari 1904 – 24 februari 1986) was een Indiase politica en theosofe.

Zij was een van de grootste uitdraagsters van de Indiase Bharata natyam (dans) in de twintigste eeuw. 
Rukmini Devi werd geboren in een vooraanstaande theosofische familie in Madurai in de staat Tamil Nadu. Haar vader was de bekende Sanskrietleraar Sri K.A. Nilakanta Sastri uit Thiruvisai Nallur, een belangrijk Sanskrietcentrum van die tijd, en haar moeder Seshammal was van Thiruvaiyaru, een belangrijk centrum in de muziek. In 1920 huwde ze met George Arundale, de derde president der Theosofische Vereniging.
Ze was de zuster van Nilakantha Sri Ram, de vijfde president der Theosofische Vereniging en de tante van diens dochter Radha Burnier, zevende president.
Haar eerste danslessen kreeg ze van Anna Pavlova.
Haar leven lang heeft ze zich ingezet voor het algemeen- en kunstonderwijs.
Ze assisteerde Maria Montessori bij het organiseren van de pedagogische opleiding der opvoedsters in India.
Ze was stichtster van de Kalakshetra kunstacademie, waarvan ze jarenlang de bezieler bleef.
Rukmini Devi was twee ambtstermijnen lang parlementslid in India.
Daarna was ze voorzitster van de Commissie voor de bescherming van de Dieren, die door de Indiase regering was ingesteld.
In 1977 werd ze door de eerste minister van India voorgedragen voor het ambt van president van India, maar dit aanbod heeft ze afgewezen.
Ze ontving vier eredoctoraten van universiteiten uit Amerika en India.
- Bibliothèque nationale de France: cb143594178 (data)
- Gemeinsame Normdatei: 129514705
- International Standard Name Identifier: 0000 0001 0653 7093
- Library of Congress Control Number: n85103826
- Nationale Bibliotheek van Israël: 987007576688905171
- Nederlandse Thesaurus van Auteursnamen: 317737937
- SNAC: w6tc1g3k
- Système universitaire de documentation: 234573295
- Museum of New Zealand Te Papa Tongarewa: 73632
- Virtual International Authority File: 33079086
- WorldCat: E39PBJdmg84kMMyWT4JHCPJqwC